# Amicta
Amicta é um gênero de mariposa pertencente à família Acrolophidae.